# Fábio Penteado
Fábio Penteado (Campinas, 3 de junho de 1929 — São Paulo, 26 de junho de 2011) foi um professor catedrático e arquiteto brasileiro.
Fábio Penteado foi conselheiro na União Internacional dos Arquitetos (UIA), de 1969 a 1975; presidente do Instituto de Arquitetos do Brasil (IAB) em diferentes períodos e diretor da Fundação Bienal de Arquitetura. No jornalismo, foi editor da revista brasileira Visão, de 1956 a 1962, e teve o programa “Arquitetos na TV”, exibido pelo extinto canal Excelsior nos anos de 1961 e 1962.
Formado pela Universidade Presbiteriana Mackenzie (1948-1953), Fábio contribuiu para a arquitetura do país com obras como o atual fórum criminal da Barra Funda, projetado inicialmente para ser o hospital escola da Santa Casa. São seus também os projetos da sede da Sociedade Harmonia de Tênis (concebido em 1964 e também conhecido como Clube Harmonia, o edifício é tombado como patrimônio da cidade de São Paulo); o Centro de Convivência Cultural de Campinas (1967) e o Conjunto Habitacional Zezinho Magalhães Prado - Cecap (1968), realizado com João Vilanova Artigas e Paulo Mendes da Rocha, entre outras obras.
Em 2019, seu trabalho foi tema de exposição individual "Irradiações", ocorrida na Casa da Arquitectura em Portugal. 